# Episodi di Bob's Burgers (undicesima stagione)
L'undicesima stagione della serie televisiva Bob's Burgers è stata trasmessa negli Stati Uniti, su Fox, dal 27 settembre 2020 al 23 maggio 2021.
In Italia è stata trasmessa su Fox dall'11 marzo 2021, inizialmente con due episodi alla settimana, poi dal 29 aprile con uno solo, ed è terminata il 17 giugno 2021.
| nº | Codice di produzione | Titolo originale                                               | Titolo italiano                                     | Prima TV USA      | Prima TV Italia |
| -- | -------------------- | -------------------------------------------------------------- | --------------------------------------------------- | ----------------- | --------------- |
| 1  | AASA01               | Dream a Little Bob of Bob                                      | Chi dorme non piglia chiavi                         | 27 settembre 2020 | 11 marzo 2021   |
| 2  | 9ASA23               | Worms of In-Rear-ment                                          | Voglia di tenie-rezza                               | 4 ottobre 2020    | 11 marzo 2021   |
| 3  | AASA02               | Copa-Bob-bana                                                  | Copa-Bob-bana                                       | 11 ottobre 2020   | 18 marzo 2021   |
| 4  | AASA04               | Heartbreak Hotel-oween                                         | Felice Hotel-ween                                   | 1º novembre 2020  | 18 marzo 2021   |
| 5  | AASA03               | Fast Time Capsules at Wagstaff School                          | La capsula del tempo della Wagstaff School          | 8 novembre 2020   | 25 marzo 2021   |
| 6  | AASA05               | Bob Belcher and the Terrible, Horrible, No Good, Very Bad Kids | Un fantastico e incredibile festival da dimenticare | 15 novembre 2020  | 25 marzo 2021   |
| 7  | AASA08               | Diarrhea of a Poopy Kid                                        | Diario di bagno                                     | 22 novembre 2020  | 1º aprile 2021  |
| 8  | AASA07               | The Terminalator II: Terminals of Endearment                   | Terminalator II: la visita al terminal              | 29 novembre 2020  | 1º aprile 2021  |
| 9  | AASA06               | Mommy Boy                                                      | Il cocco di mamma                                   | 6 dicembre 2020   | 8 aprile 2021   |
| 10 | AASA09               | Yachty or Nice                                                 | I furfanti di Babbo Natale                          | 13 dicembre 2020  | 8 aprile 2021   |
| 11 | AASA13               | Romancing the Beef                                             | Un San Valentino fruttuoso                          | 21 febbraio 2021  | 15 aprile 2021  |
| 12 | AASA10               | Die Card, or Card Trying                                       | Duri a mollare                                      | 28 febbraio 2021  | 15 aprile 2021  |
| 13 | AASA11               | An Incon-Wheelie-ent Truth                                     | Verità nascoste, ma non troppo                      | 7 marzo 2021      | 22 aprile 2021  |
| 14 | AASA12               | Mr. Lonely Farts                                               | Mister puzzette solitarie                           | 14 marzo 2021     | 22 aprile 2021  |
| 15 | AASA14               | Sheshank Redumption                                            | Le feci della libertà                               | 21 marzo 2021     | 29 aprile 2021  |
| 16 | AASA15               | Y Tu Tina Tambien                                              | L'audio-cotta di Tina                               | 28 marzo 2021     | 6 maggio 2021   |
| 17 | AASA16               | Fingers-loose                                                  | Dita allo sbaraglio                                 | 11 aprile 2021    | 13 maggio 2021  |
| 18 | AASA17               | Some Kind of Fender Benderful                                  | Incolpami tu che ti incolpo io                      | 18 aprile 2021    | 20 maggio 2021  |
| 19 | AASA19               | Bridge Over Troubled Rudy                                      | Rudy l'aggiusta-scatole                             | 2 maggio 2021     | 3 giugno 2021   |
| 20 | AASA20               | Steal Magazine-olias                                           | Ladri di riviste                                    | 9 maggio 2021     | 17 giugno 2021  |
| 21 | AASA21               | Tell Me Dumb Thing Good                                        | Linda l'addobba cestini                             | 16 maggio 2021    | 10 giugno 2021  |
| 22 | AASA18               | Vampire Disco Death Dance                                      | Il ballo letale del disco-vampiro                   | 23 maggio 2021    | 27 maggio 2021  |

## Chi dorme non piglia chiavi
- Titolo originale: Dream a Little Bob of Bob
- Diretto da: Simon Chong
- Scritto da: Dan Fybel

### Trama
Bob inizia una ricerca, che si rivelerà epica, per ritrovare la chiave perduta di una cassetta di sicurezza. Tina intanto ha problemi con una canzoncina.
- Ascolti USA: telespettatori 1.770.000 – rating/share 18-49 anni.[4]

## Voglia di tenie-rezza
- Titolo originale: Worms of In-Rear-ment
- Diretto da: Chris Song
- Scritto da: Nora Smith

### Trama
- Ascolti USA: telespettatori 1.120.000 – rating/share 18-49 anni.[5]

## Copa-Bob-bana
- Titolo originale: Copa-Bob-bana
- Diretto da: Ryan Mattos
- Scritto da: Holly Schlesinger

### Trama
Bob accetta di lavorare temporaneamente come gestore di un nuovo locale notturno della città.
- Ascolti USA: telespettatori 1.260.000 – rating/share 18-49 anni.[6]

## Felice Hotel-ween
- Titolo originale: Heartbreak Hotel-oween
- Diretto da: Chris Song
- Scritto da: Rich Rinaldi

### Trama
- Ascolti USA: telespettatori 1.900.000 – rating/share 18-49 anni.[7]

## La capsula del tempo della Wagstaff School
- Titolo originale: Fast Time Capsules at Wagstaff School
- Diretto da: Tom Riggin
- Scritto da: Greg Thompson

### Trama
- Ascolti USA: telespettatori 1.410.000 – rating/share 18-49 anni.[8]

## Un fantastico e incredibile festival da dimenticare
- Titolo originale: Bob Belcher and the Terrible, Horrible, No Good, Very Bad Kids
- Diretto da: Matthew Long
- Scritto da: Steven Davis

### Trama
- Ascolti USA: telespettatori 1.790.000 – rating/share 18-49 anni.[9]

## Diario di bagno
- Titolo originale: Diarrhea of a Poopy Kid
- Diretto da: Tom Riggin
- Scritto da: Lizzie Molyneux-Logelin e Wendy Molyneux

### Trama
La famiglia cerca di dare coraggio e rallegrare Gene, dato che un'influenza intestinale gli impedisce di mangiare alla cena del Ringraziamento.
- Ascolti USA: telespettatori 1.770.000 – rating/share 18-49 anni.[10]

## Terminalator II: la visita al terminal
- Titolo originale: The Terminalator II: Terminals of Endearment
- Diretto da: Ryan Mattos
- Scritto da: Kelvin Yu

### Trama
- Ascolti USA: telespettatori 1.230.000 – rating/share 18-49 anni.[11]

## Il cocco di mamma
- Titolo originale: Mommy Boy
- Diretto da: Simon Chong
- Scritto da: Jon Schroeder

### Trama
Gene inizia a essere geloso di Linda, che è molto impegnata con un gruppo d'affari.
- Ascolti USA: telespettatori 1.250.000 – rating/share 18-49 anni.[12]

## I furfanti di Babbo Natale
- Titolo originale: Yachty or Nice
- Diretto da: Chris Song
- Scritto da: Scott Jacobson

### Trama
- Ascolti USA: telespettatori 1.810.000 – rating/share 18-49 anni.[13]

## Un San Valentino fruttuoso
- Titolo originale: Romancing the Beef
- Diretto da: Tom Riggin
- Scritto da: Greg Thompson

### Trama
- Ascolti USA: telespettatori

## Duri a mollare
- Titolo originale: Die Card, or Card Trying
- Diretto da: Matthew Long
- Scritto da: Katie Crown

### Trama
- Ascolti USA: telespettatori

## Verità nascoste, ma non troppo
- Titolo originale: An Incon-Wheelie-ent Truth
- Diretto da: Simon Chong
- Scritto da: Dan Fybel

### Trama
- Ascolti USA: telespettatori

## Mister puzzette solitarie
- Titolo originale: Mr. Lonely Farts
- Diretto da: Ryan Mattos
- Scritto da: Holly Schlesinger

### Trama
- Ascolti USA: telespettatori

## Le feci della libertà
- Titolo originale: Sheshank Redumption
- Diretto da: Chris Song
- Scritto da: Jon Schroeder

### Trama
- Ascolti USA: telespettatori

## L'audio-cotta di Tina
- Titolo originale: Y Tu Tina También
- Diretto da: Mathew Long
- Scritto da: Rich Rinaldi

### Trama
- Ascolti USA: telespettatori

## Dita allo sbaraglio
- Titolo originale: Fingers-loose
- Diretto da: Simon Chong
- Scritto da: Lizzie Molyneux-Logelin e Wendy Molyneux

### Trama
- Ascolti USA: telespettatori

## Incolpami tu che ti incolpo io
- Titolo originale: Some Kind of Fender Benderful
- Diretto da: Ryan Mattos
- Scritto da: Kelvin Yu

### Trama
- Ascolti USA: telespettatori

## Rudy l'aggiusta-scatole
- Titolo originale: Bridge Over Troubled Rudy
- Diretto da: Chris Song
- Scritto da: Scott Jacobson

### Trama
- Ascolti USA: telespettatori

## Ladri di riviste
- Titolo originale: Steal Magazine-olias
- Diretto da: Mathew Long
- Scritto da: Katie Crown

### Trama
- Ascolti USA: telespettatori

## Linda l'addobba cestini
- Titolo originale: Tell Me Dumb Thing Good
- Diretto da: Simon Chong
- Scritto da: Dan Fybel

### Trama
- Ascolti USA: telespettatori

## Il ballo letale del disco-vampiro
- Titolo originale: Vampire Disco Death Dance
- Diretto da: Tom Riggin
- Scritto da: Steven Davis

### Trama
- Ascolti USA: telespettatori